# Illa del Príncep de Gal·les (Alaska)
L'illa del Príncep de Gal·les (en anglès Prince of Wales Island) és una de les illes de l'arxipèlag Alexander, al sud-est d'Alaska. Amb 6.674 km² és la tercera illa més gran dels Estats Units, després de les illes Hawaii i Kodiak.

## Geografia
L'illa fa 217 quilòmetres de llarg per 72 d'ample, amb una superfície de 6.674 km². Unes 6.000 persones viuen a l'illa, sent Craig, fundada a primers del segle xx, la comunitat més important amb uns 1.300 habitants. Unes 750 persones viuen a Klawock, un poble amb llarga tradició pesquera.
A l'illa hi ha molts fiords i boscos densos. Hi ha àmplies extensions càrstiques, amb fenòmens com El Capitan Pit, de 200 metres de fondària, el pou càrstic més profund dels Estats Units. El Bosc Nacional Tongass cobreix la major part de l'illa. El clima és humit.

## Història
Els indígenes illencs són de l'ètnia haida.
El 1741, Aleksei Txírikov, en el segon viatge de Vitus Bering, va fer el primer desembarcament europeu a l'illa. Els espanyols la reclamaren el 1775. Una expedició britànica de 1778 sota comandament de James Cook va cartografiar la regió i el comte de La Pérouse hi va fer una expedició francesa el 1786. S'hi van explotar mines d'or al segle xix i, al segle xx, urani.
Actualment s'hi desenvolupa pesca comercial de salmons i turisme.